# Дуарте, Дениш
Де́ниш Па́улу Дуа́рте (порт. Dénis Paulo Duarte; 4 мая 1994 года, Лориньян) — португальский футболист. Выступает на позиции центрального защитника.

## Карьера
Воспитанник португальского клуба «Туризенсе». В январе 2015 года Дуарте попал в состав команды Суперлиги «Витория Гимарайнш», однако за три года игрок провел за её основу всего три матча.
В июне 2018 года португалец перебрался в Белоруссию, где подписал контракт с брестским «Динамо». Соглашение рассчитано на 2,5 года.
9 февраля 2022 года на правах свободного агента перешёл в российский клуб «Томь», подписав контракт на 1,5 года.

## Достижения

### Командные
«Динамо-Брест»
- Чемпион Белоруссии: 2019